# Земляна Заїмка
Земляна Заїмка (рос. Земляная Заимка) — село у Чановському районі Новосибірської області Російської Федерації.
Входить до складу муніципального утворення Землянозаїмська сільрада. Населення становить 540 осіб (2010).

## Історія
Згідно із законом від 2 червня 2004 року органом місцевого самоврядування є Землянозаїмська сільрада.

## Населення
| 2002 | 2007 | 2010 |
| ---- | ---- | ---- |
| 581  | ↗645 | ↘540 |